# Slatina (Olt)
Pour les articles homonymes, voir Slatina.
Slatina est une ville industrielle roumaine, chef-lieu du județ d'Olt, en Valachie, dans la région de développement du sud-ouest. Elle est située sur l'Olt, à 200 km à l'ouest de Bucarest. Sa population s'élevait à 70 293 habitants en 2011.

## Géographie
La ville de Slatina est située dans le centre du județ, sur les terrasses alluviales de la rive gauche de l'Olt, dans la zone de contact entre les collines du piémont gétique et la grande plaine danubienne de Valachie (Câmpia Română). Au cours de son histoire, Slatina s'est développée vers l'est et le sud. La ville appartient à la Grande Valachie (Munténie) mais se trouve à sa limite avec la Petite Valachie (Olténie), l'Olt servant traditionnellement de délimitation.
La commune se compose de la ville de Slatina elle-même et du village de Cireașov.
Slatina se trouve à 50 km au nord-est de Craiova, à 70 km au sud-ouest de Pitești et à 192 km par la route de Bucarest.

### Climat
La température moyenne est de 10,7 °C et les précipitations moyennes de 515 mm.
Le record de chaleur enregistré à Slatina date d'août 1952 avec une température de +40,5 °C et le record de froid de janvier 1942 avec une température de −31 °C.

## Étymologie
Le nom de la ville peut faire référence soit à l'or, soit au sel, métal et denrée commercialisés dans la région au haut Moyen Âge, à l'époque du royaume bulgaro-valaque qui a précédé la principauté de Valachie. Une origine possible serait une déformation de Zlata, nom slave de l'or ; une autre se réfère au mot latin Salatina ("salaisons") ou à d'autres mots slaves slat et tina signifiant "salure du sol". La ville de Slatina est mentionnée pour la première fois dans un document officiel émanant de la cour de Vladislav Ier de Valachie (Vladislav Ier Vlaicu), en date du 20 janvier 1386. Le document établit que les marchands de la ville de Brașov, en Transylvanie, n'auront pas à payer de droits de douane en passant le pont sur l'Olt à Slatina.

## Histoire

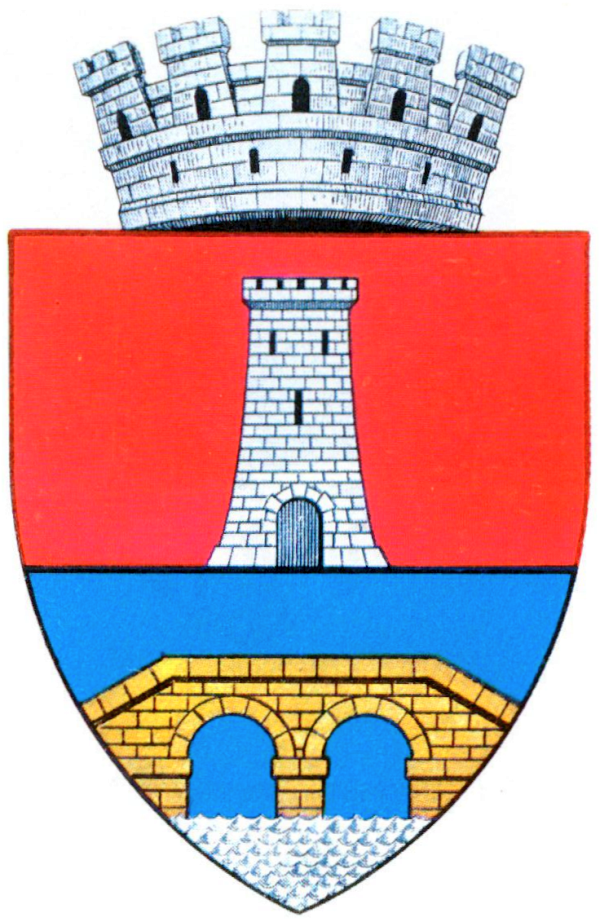
Les armes de Slatina dans l'entre-deux-guerres

Le site de Slatina a été occupé dès l'Antiquité. Les fouilles archéologiques effectuées dans le périmètre communal ont montré les traces de deux établissements de l'époque romaine. On a ainsi trouvé des monnaies impériales et des poteries sigillées.
En 1522, la ville est le théâtre d'une bataille importante entre une armée d'invasion ottomane et celle du voïvode Radu V de la Afumați lors de sa prise du pouvoir.
Lors de la révolution roumaine de 1821, le chef des pandoures valaques, Tudor Vladimirescu rencontre à Slatina le chef des guerriers haïdouks, Iancou Jianou, qui rejoint les insurgés. Mais la révolution républicaine échoue et les Ottomans anéantissent, au nord de Slatina, à la bataille de Drăgășani, les troupes révolutionnaires d'Alexandre Ypsilántis. Slatina est alors pillée et partiellement détruite par les troupes ottomanes.
En 1878 le chemin de fer arrive en ville, reliant le Sud-Ouest au Nord-Est de la Roumanie et Craiova à Pitești et Bucarest, ce qui contribue au développement économique de Slatina et des campagnes environnantes. Le pont ferroviaire sur l'Olt est construit sur les plans de l'ingénieur français Ange Saligny.
La ville souffre de destructions lors des batailles entre les armées allemandes d'un côté, roumaines et russes de l'autre, tant pendant la première que pendant la seconde Guerre mondiale ; durant la première, elle est prise d'assaut par les troupes allemandes en offensive ; lors de la seconde, la Wehrmacht en retraite détruit les infrastructures selon la tactique de la « terre brûlée ».
Comme toute la Roumanie, Slatina a subi les régimes dictatoriaux carliste, fasciste et communiste de février 1938 à décembre 1989, mais connaît à nouveau la démocratie et le développement économique depuis la libération roumaine de 1989. Toutefois la crise financière des années 2010, due à la dérégulation mondiale, a frappé son économie, de sorte que plusieurs usines ont fermé. La ville, chef-lieu du județ de Olt durant l'entre-deux-guerres, voit son rôle administratif s'accroître lorsqu'en 1950, le județ de Romanați (dont le chef-lieu était Caracal) disparaît et que son territoire entre dans la juridiction de Slatina.

## Politique
| Parti | Parti                        | Sièges | Statut |
| ----- | ---------------------------- | ------ | ------ |
|       | Parti social-démocrate (PSD) | 8      |        |
|       | Parti national libéral (PNL) | 7      |        |

## Démographie
Lors du recensement de 2011, 86,73 % de la population se déclarent roumains et 2,47 % comme roms (0,13 % déclarent une autre appartenance ethnique et 10,64 % ne déclarent pas d'appartenance ethnique).
En 2011, la composition religieuse de la commune était la suivante :
- Chrétiens orthodoxes : 88,48 %
- Inconnue : 10,66 %
- Autres : 0,84 %.

## Économie

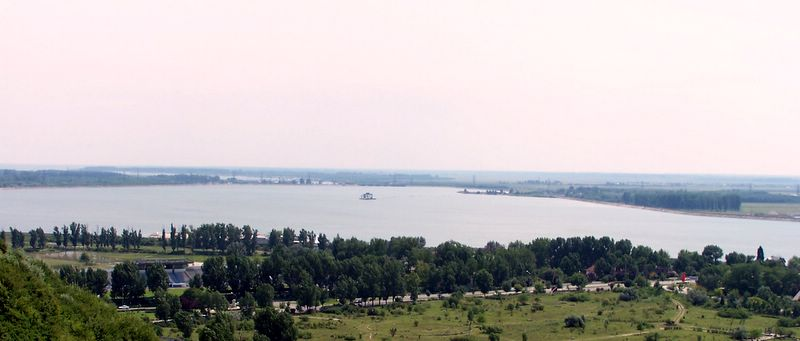
Barrage et lac de retenue sur l'Olt.

Durant la dictature communiste, Slatina est passée d'une économie de marché agricole et d'industries alimentaires, à une économie d'industries lourdes voulue par le régime. Depuis, Slatina abrite une des plus grandes fonderies d'aluminium d'Europe, en dehors de la Russie : la fonderie Alro, mise en service en 1965. Sa capacité de production a progressivement été augmentée pour atteindre 263 500 tonnes en 1989. Privatisée par étapes à partir de 1996, l'entreprise est contrôlée depuis 2002 par un consortium international, Vimetco NV, dont le siège est à Amsterdam, et qui a investi des sommes importantes pour moderniser et développer l'usine de Slatina. En 2007, celle-ci a produit 283 000 tonnes d'aluminium dont 80 pour cent ont été exportés. Elle emploie 4 300 salariés.
La ville possède aussi des usines de constructions électriques, mécaniques, des industries alimentaires, des usines textiles.
Un des neuf barrages installés sur l'Olt se trouve à Slatina.

## Transports

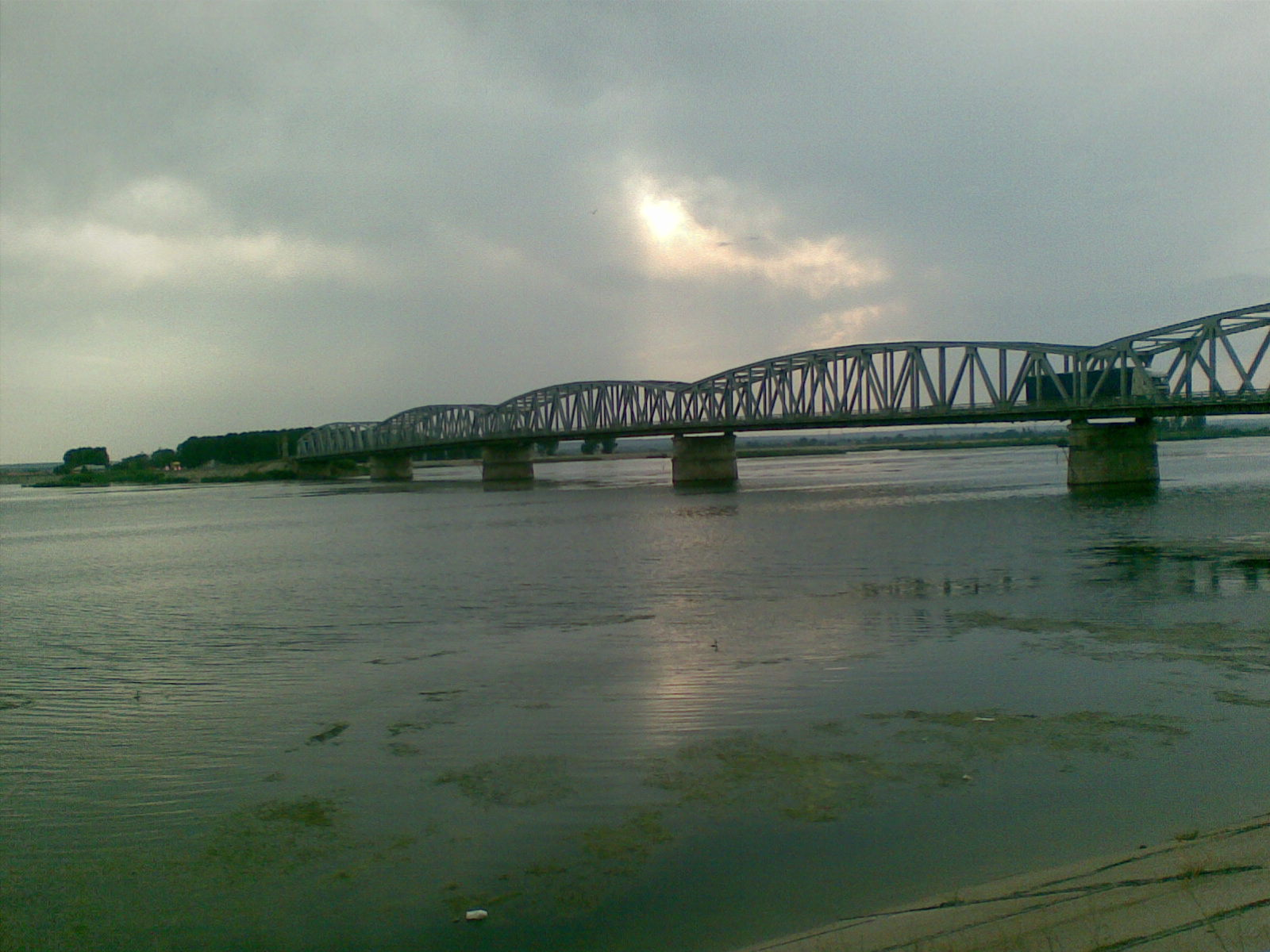
Le pont routier sur l'Olt, construit sur les plans de l'ingénieur français Jules Goüin.

### Routes
Slatina se trouve sur la route nationale DN65 (Route européenne 70) Timișoara-Craiova-Pitești-Bucarest.
Slatina est traversée par la route express DEx12 (Route européenne 79), un axe important qui relie Craiova à Pitești, facilitant les échanges économiques et le transport régional dans le sud de la Roumanie.

### Voies ferrées
La ville est desservie par la ligne de chemin de fer Craiova-Pitești.

## Monuments

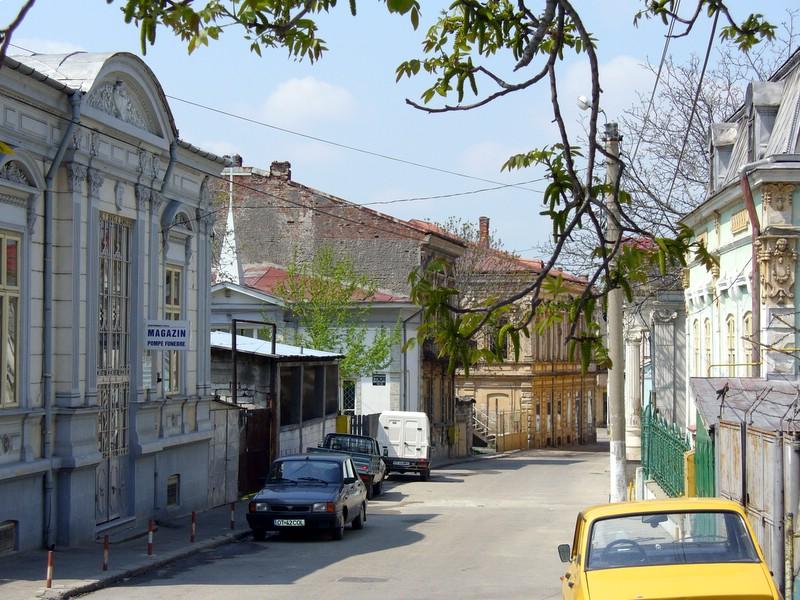
Une rue dans la vieille ville.

Slatina possède quelques monuments intéressants parmi lesquels :
- l'église de la Sainte-Trinité datant de 1645, remaniée en 1729 ;

- la cathédrale de 1782 ;

- le bois de Srehareț contenant deux ermitages, le monastère Clocociov fondé par Neagoe Basarab V, reconstruit en 1594 puis en 1645, et le monastère Srehareț datant des années 1665-1672 ;

- certaines constructions de la fin du XIXe siècle et du début du XXe siècle comme le lycée, l'hôtel de ville, le musée ou la succursale de la Banque Nationale.

Le seul musée de la ville est le Musée du Județ, avec une section historique et une section ethnographique.

## Sports
L'équipe locale de football, l'Alro Slatina joue en Ligue 3, la troisième division de Roumanie.
Il y a également les LPS Slatina, équipe de handball féminin, qui jouent dans la deuxième ligue de handball de Roumanie.

## Personnes célèbres
Sont nés à Slatina :
- Eugène Ionesco (1909-1994), dramaturge franco-roumain ;
- Ion Minulescu (1881-1944), poète, écrivain et journaliste roumain ;
- Nicolae Titulescu (1882-1941), diplomate, ministre et président de la Société des Nations ;
- Petre S. Aurelian, (1833-1909), ministre, académicien ;
- Ovidiu Burcă, (1980-), footballeur professionnel ;
- Ionel Dănciulescu (1976-), footballeur professionnel ;
- Iulian Filipescu, (1974-), footballeur professionnel ;
- Monica Niculescu, (1987-), joueuse de tennis professionnelle ;
- Eugeniu Ștefan, (1953-), joueur de rugby à XV ;
- Mădălina Ghenea, (1987-), mannequin et actrice roumaine.

## Jumelages
- Ispica (Italie) depuis 2001

La ville de Slatina a signé des accords d'amitié et de solidarité avec la ville suivante :
- Imola (Italie) depuis 2003.